# Phalaenopsis speciosa
Phalaenopsis speciosa — епіфітна трав'яниста моноподіальна рослина родини орхідні.
Вид не має усталеної української назви, в україномовних джерелах використовується наукова назва Phalaenopsis speciosa.

## Синоніми

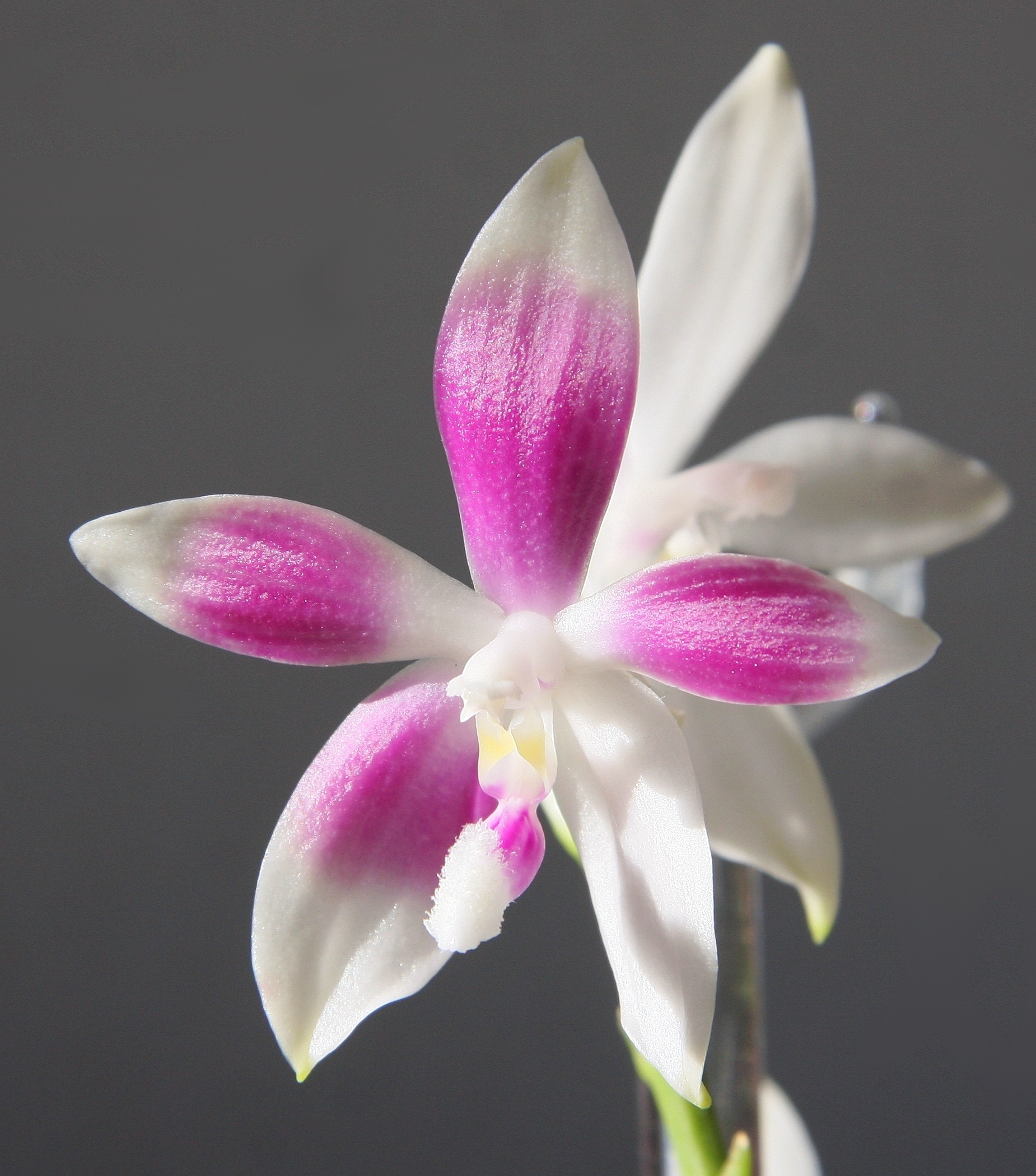
Квітка Phalaenopsis speciosa

- Phalaenopsis speciosa var. Christiana Rchb.f. 1882
- Phalaenopsis speciosa var. Imperatrix Rchb.f. 1882
- Polychilos speciosa (Rchb.f.) Shim 1982

## Природничі варіації
- Phalaenopsis speciosa var. Christiana Rchb.f.
- Phalaenopsis speciosa var. Imperatrix Rchb.f.
- Phalaenopsis speciosa var. Speciosa

## Біологічний опис
Моноподіальний епіфіт середніх розмірів. 

Стебло укорочене, повністю приховане основами листя. 

Листя 15—20 см завдовжки, 6—8 см шириною. 

Квітконіс звисаючий. Довжиною до 30 см. 

Квіти білого кольору, з фіолетово-бордовою розмитою плямою, ароматні. Дуже мінливе забарвлення кольорів. 

Вид Phalaenopsis pulchra відрізняється деталями будови квітки. 

## Ареал, екологічні особливості
Андаманські і Нікобарські острови 

На стовбурах і гілках високих дерев і манграх. 

Кількість опадів в місцях природного зростання має сезонні коливання: з січня по квітень 25—100 мм, з травня по грудень 180—330 мм.

## У культурі
Температурна група — тепла. У природі цей вид росте при денних температурах 30—33°C і нічних: 25 °C. Вологість повітря 80—91%.
Загальна інформація про агротехніку у статті Фаленопсис.